# Cheumatopsyche antoniensis
Cheumatopsyche antoniensis är en nattsländeart som beskrevs av Malicky 1982. Cheumatopsyche antoniensis ingår i släktet Cheumatopsyche och familjen ryssjenattsländor. Inga underarter finns listade i Catalogue of Life.